# Riesgo aviar en la aeronáutica

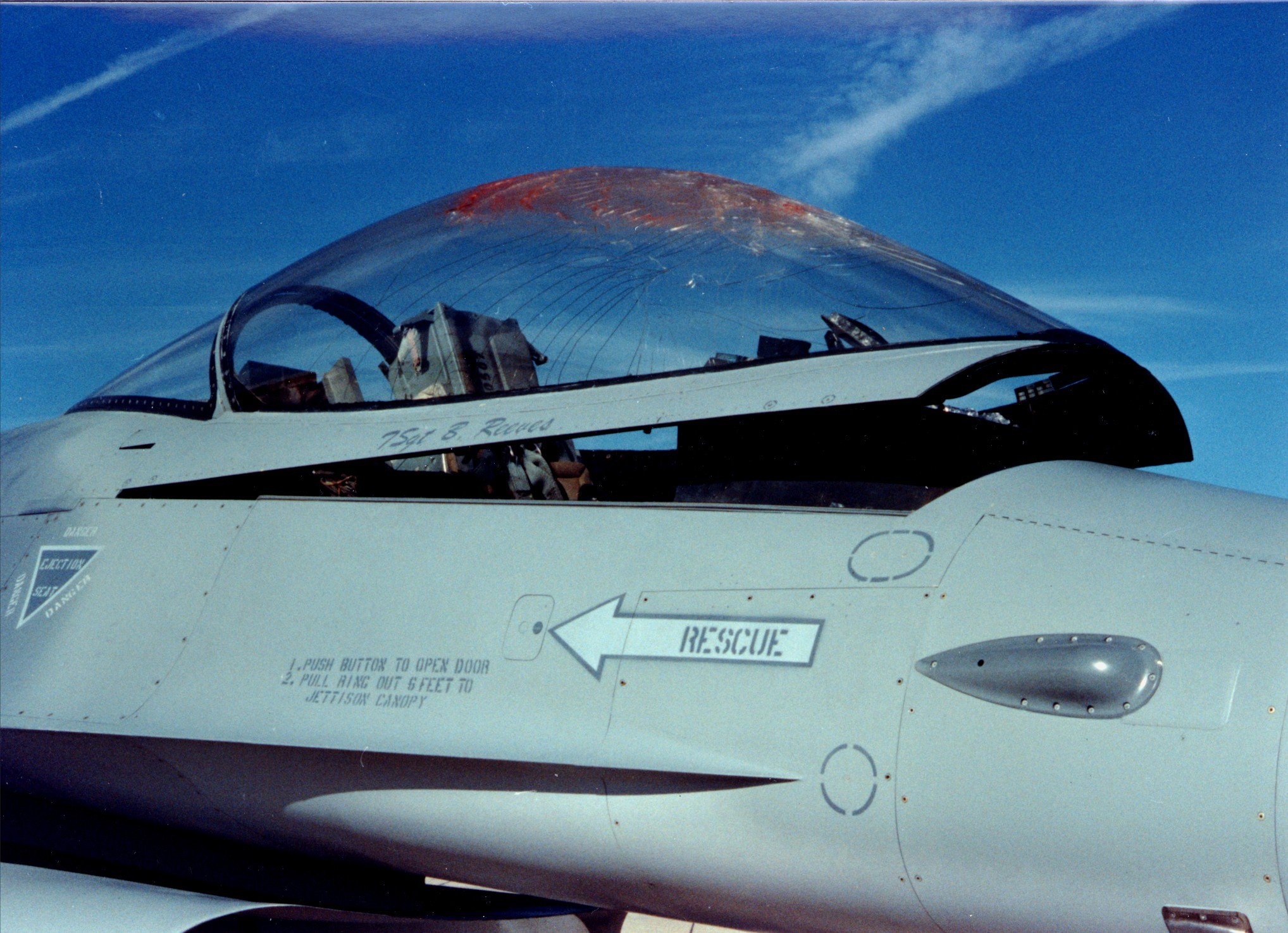
Caza F-16 después de un choque con aves

Un choque con aves, a veces denominado birdstrike, bird ingestion (para un motor), bird hit o bird aircraft strike hazard ('BASH)) es una colisión entre un animal en vuelo, normalmente un pájaro o un murciélago y un vehículo en movimiento, normalmente una aeronave. El término también se utiliza para referirse a la muerte de aves como consecuencia de colisiones con estructuras, tales como líneas eléctricas, torres y aerogeneradores (véase colisiones de aves contra rascacielos y muerte por torres).
Las colisiones con aves, que suponen una amenaza importante para la seguridad aérea, han causado varios accidentes con víctimas mortales. Solo en los Estados Unidos se producen más de 13 000 colisiones con aves al año. Sin embargo, el número de accidentes graves que involucran aeronaves civiles es bastante bajo y se ha estimado que solo hay aproximadamente un accidente con víctimas mortales por cada mil millones (109) horas de vuelo. La mayoría de los choques con aves (65 %) causan pocos daños a la aeronave; sin embargo, la colisión suele ser mortal para las aves implicadas.
Los buitres y los gansos ocupan el segundo y tercer lugar en la clasificación de especies silvestres más peligrosas para la aviación en Estados Unidos, después de los ciervos. con aproximadamente 240 colisiones entre gansos y aeronaves en los Estados Unidos cada año. El 80 % de todos los choques con aves no se denuncian.
La mayoría de los accidentes se producen cuando un ave (o un grupo de aves) choca contra el parabrisas o es succionada por el motor de un avión a reacción. Esto causa daños anuales que se han estimado en 400 millones de dólares solo en los Estados Unidos y hasta 1200 millones de dólares a la aviación comercial en todo el mundo. Además de los daños materiales, las colisiones entre estructuras artificiales y medios de transporte y aves son uno de los muchos factores que contribuyen a la disminución mundial de muchas especies aviares.
La Organización de Aviación Civil Internacional (OACI) recibió 65 139 informes de colisiones con aves entre 2011 y 2014, y la Administración Federal de Aviación contabilizó 177 269 informes de colisiones con animales salvajes en aeronaves civiles entre 1990 y 2015, lo que supone un aumento del 38 % en siete años, entre 2009 y 2015. Las aves representaron el 97 %.

## Descripción del evento

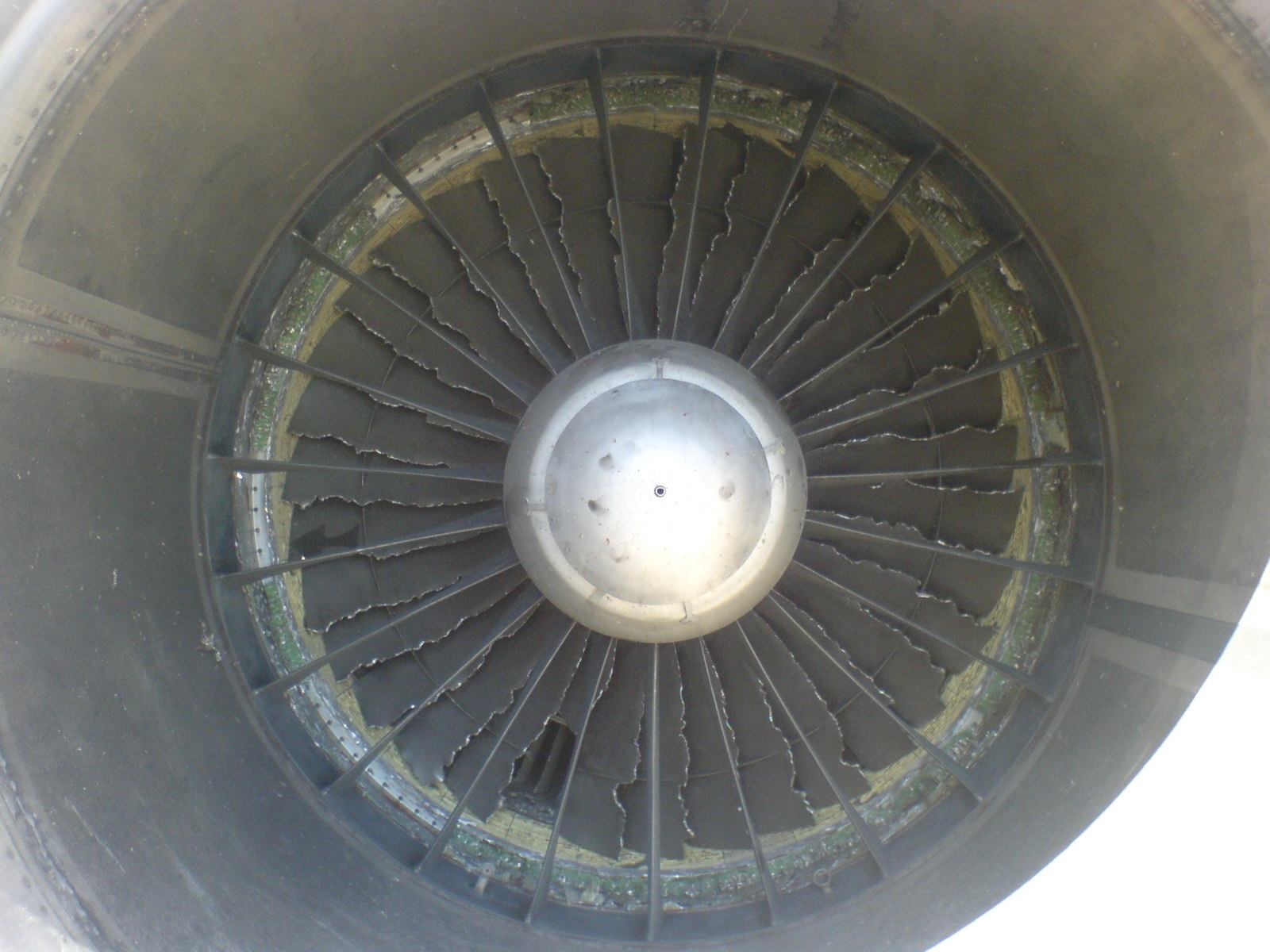
Vista de las palas del ventilador de un motor a reacción Pratt & Whitney JT8D tras colisionar con un pájaro

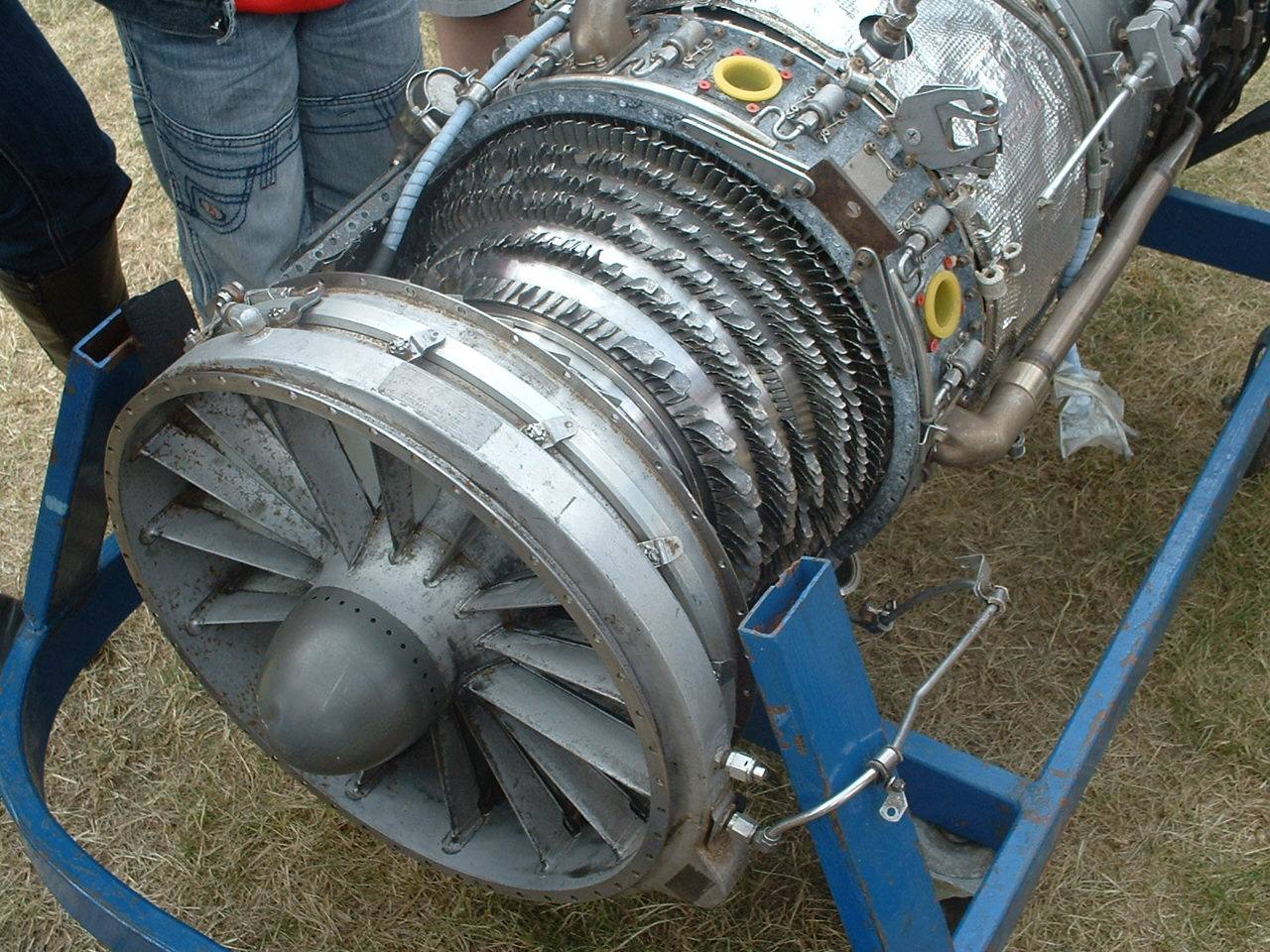
Interior de un motor a reacción tras colisionar con un pájaro

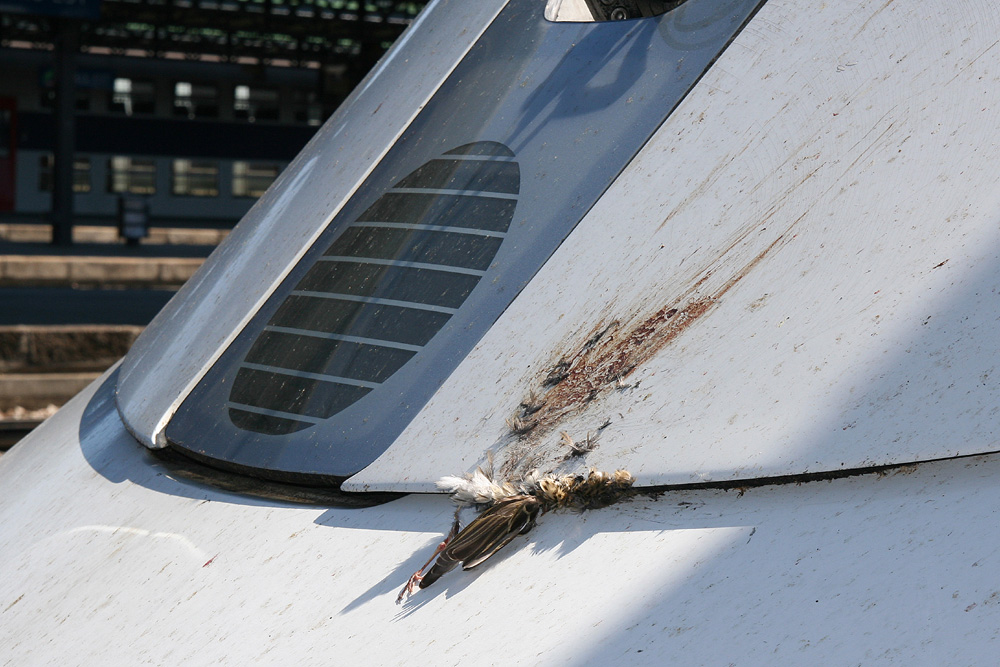
Un tren de alta velocidad ICE 3 tras colisionar con un pájaro

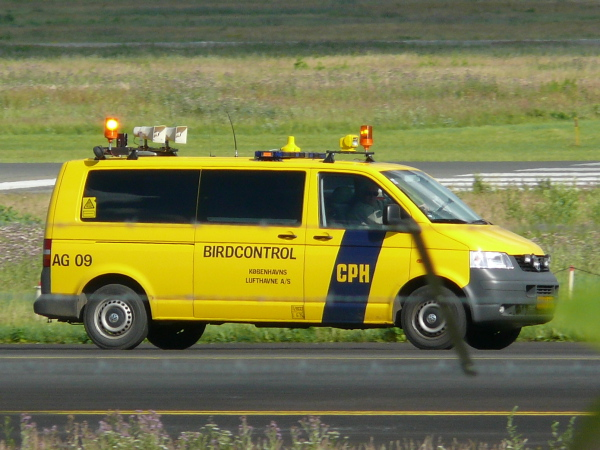
Un vehículo de control de aves perteneciente al Aeropuerto de Copenhague Kastrup, equipado con diversas herramientas

Los choques con aves se producen con mayor frecuencia durante el despegue o el aterrizaje, o durante vuelos a baja altitud. Sin embargo, también se han registrado colisiones con aves a gran altitud, algunas de ellas a 6000 a 9000 m (19 685 a 29 527,6 pies) sobre el nivel del mar. Se han visto gansos de cabeza rayada volando a una altura de 10 175 m (33 382,5 pies) sobre el nivel del mar. Un avión sobre Costa de Marfil colisionó con un buitre de Rüppell a una altitud de 11 300 m (37 073,5 pies), el récord actual de altura aviar. La mayoría de las colisiones de aves se producen cerca o en aeropuertos (el 90 %, según la OACI) durante el despegue, el aterrizaje y las fases asociadas. Según el manual de gestión de riesgos de la fauna silvestre de la FAA de 2005, menos del 8 % de los choques se producen por encima de 900 m (2952,8 pies) y el 61 % se producen a menos de 30 m (98,4 pies).[cita requerida]
El punto de impacto suele ser cualquier borde delantero del vehículo, como el borde de ataque del ala, el cono de la nariz, el capó del motor a reacción o la entrada del motor.
La ingestión en un motor a reacción es extremadamente grave debido a la velocidad de rotación del ventilador del motor y al diseño del motor. Cuando un ave choca contra una pala del ventilador, esta puede desplazarse hacia otra pala y así sucesivamente, provocando un fallo en cadena. Los motores a reacción son especialmente vulnerables durante la fase de despegue, cuando el motor gira a muy alta velocidad y el avión se encuentra a baja altitud, donde es más habitual encontrar aves.
La fuerza del impacto en una aeronave depende del peso del animal y de la diferencia de velocidad y dirección en el punto de impacto. La energía del impacto aumenta con el cuadrado de la diferencia de velocidad. Los impactos a alta velocidad, como en el caso de los aviones a reacción, pueden causar daños considerables e incluso fallos catastróficos al vehículo. La energía de un 5 kg (11,0 lb) que se mueve a una velocidad relativa de 275 km/h (170,9 mph) es aproximadamente igual a la energía de un peso de 100 kg (220,5 lb) lanzado desde una altura de 15 metros (49 pies).
Las colisiones con aves pueden dañar los componentes del vehículo o herir a los pasajeros. Las bandadas de aves son especialmente peligrosas y pueden provocar múltiples colisiones, con los daños correspondientes. Dependiendo de los daños, las aeronaves que vuelan a baja altura o durante el despegue y el aterrizaje a menudo no pueden recuperarse a tiempo.  El Vuelo 1549 de US Airways es un ejemplo clásico de esto. Los motores del Airbus A320 utilizado en ese vuelo quedaron destrozados tras varias colisiones con aves a baja altitud. No hubo tiempo para realizar un aterrizaje seguro en un aeropuerto, lo que obligó a realizar un aterrizaje forzoso en el agua en el río Hudson.
Los restos de los pájaros, denominados «snarge», se envían a centros de identificación donde se pueden utilizar técnicas forenses para identificar las especies implicadas. Estas muestras deben ser tomadas con cuidado por personal cualificado para garantizar un análisis adecuado y reducir los riesgos de infección (zoonosis).

## Especies
La mayoría de los choques con aves involucran aves grandes con poblaciones numerosas, particularmente gansos y gaviotas en los Estados Unidos. En algunas partes de los Estados Unidos, las poblaciones de gansos canadienses y  gansos blancos migratorios han aumentado significativamente, mientras que los gansos canadienses salvajes y los gansos grises han aumentado en algunas partes de Europa, lo que aumenta el riesgo de estas aves grandes para las aeronaves. En otras partes del mundo, a menudo se ven involucradas grandes aves rapaces como los buitres Gyps y los milanos Milvus. En Estados Unidos, los choques registrados proceden principalmente de aves acuáticas (30 %), gulls (22 %), aves rapaces (20 %) y palomas y tórtolas (7 %). El Laboratorio de Identificación de Plumas del Instituto Smithsonian ha identificado a los buitres de Turquía como las aves más dañinas, seguidas por los gansos canadienses y los pelícanos blancos todas ellas aves de gran tamaño. En términos de frecuencia, el laboratorio encuentra con mayor frecuencia palomas torcaces y alondras cornudas implicadas en los choques.
El mayor número de colisiones se produce durante las migraciones de primavera y otoño. Las colisiones de aves por encima de los 500 pies (152,4 m) de altitud son aproximadamente siete veces más frecuentes por la noche que durante el día en la temporada de migración de las aves.
Los animales terrestres de gran tamaño, como los ciervos, también pueden suponer un problema para los aviones durante el despegue y el aterrizaje. Entre 1990 y 2013, los aviones civiles sufrieron más de 1000 colisiones con ciervos y 440 con coyotes.
Un peligro animal reportado en el Aeropuerto de Londres-Stansted en Inglaterra son los conejos: son atropellados por vehículos terrestres y aviones, y dejan grandes cantidades de excrementos, que atraen a los ratones, que a su vez atraen a los búhos, que luego se convierten en otro peligro de colisión con aves.

## Contramedidas
Existen tres enfoques para reducir el efecto de los impactos de aves. Los vehículos pueden diseñarse para que sean más resistentes a las aves, las aves pueden desviarse de la trayectoria del vehículo o el vehículo puede desviarse de la trayectoria de las aves.

### Diseño del vehículo
La mayoría de los motores de aviones comerciales grandes incluyen características de diseño que garantizan que puedan apagarse tras la ingestión de un ave de hasta 1,8 kg (4 lb) de peso. El motor no tiene que sobrevivir a la ingestión, solo apagarse de forma segura. Se trata de un requisito independiente, lo que significa que solo el motor, y no la aeronave, debe superar la prueba. Los impactos múltiples (como los provocados por chocar contra una bandada de aves) en aviones a reacción bimotores son incidentes muy graves, ya que pueden inutilizar varios sistemas de la aeronave. Es posible que sea necesario tomar medidas de emergencia para aterrizar la aeronave, como ocurrió el 15 de enero de 2009 con el Vuelo 1549 de US Airways, que se vio obligado a realizar un amerizaje forzoso.